# Deutsche Gesellschaft für Gerontologie und Geriatrie
Die Deutsche Gesellschaft für Gerontologie und Geriatrie e. V. (DGGG) ist eine wissenschaftliche Vereinigung von Psychologen, Sozialwissenschaftlern, Biologen, Juristen, Praktikern und Medizinern, die in der Alterskunde und Altersheilkunde tätig sind. Der Verein fördert Forschung und Lehre über das Altern in den unterschiedlichen Fachdisziplinen. Sie ist Mitglied im Weltverband der Wissenschaftlichen Gerontologischen Gesellschaften und in der Arbeitsgemeinschaft der Wissenschaftlichen Medizinischen Fachgesellschaften (AWMF).

## Organisation
Es gibt vier Sektionen:
- Sektion I: Gesellschaft für Experimentelle Gerontologie
- Sektion II: Gesellschaft für Geriatrische Medizin
- Sektion III: Gesellschaft für Sozial- und verhaltenswissenschaftliche Gerontologie
- Sektion IV: Gesellschaft für Soziale Gerontologie und Altenarbeit

Die Sektionen regeln ihre spezifischen Angelegenheiten selbständig. Jede Sektion hat einen Vorsitzenden und mindestens einen Stellvertreter, die zusammen mit dem Präsidenten, dem Präsidenten-elect, dem Past-Präsidenten und dem Sekretär das Präsidium bilden.

## Tagungen
In zweijährigem Abstand veranstaltet die Gesellschaft Kongresse, auf denen Themen der Gerontologie und Geriatrie auf interdisziplinärer Basis behandelt werden.

## Leitlinien zur Behandlung
Die Gesellschaft entwickelt zu Themen ihres Fachgebiets medizinische Leitlinien, die im Rahmen des AWMF-Leitlinienprogramms veröffentlicht werden.

## Max-Bürger-Preis
Ab 1976 vergab die Gesellschaft den seit 1967 jährlich verliehenen Max-Bürger-Preis alle zwei Jahre im Rahmen ihrer Kongresse. Der Preis war mit einem Betrag von zuletzt 12.500 Euro dotiert, der durch Unternehmen gestiftet wurden, so beispielsweise im Jahr 2004 durch Pfizer. Im Jahr 2014 wurde die Vergabe ausgesetzt, um Bürgers Biografie von Wolfgang Wippermann historisch wissenschaftlich untersuchen zu lassen. Die Mitglieder der Gesellschaft entschieden auf der Mitgliederversammlung am  26. September 2014 mit deutlicher Mehrheit, der Empfehlung des Präsidiums zu folgen, die Namensgebung nicht fortzuführen. Der Max-Bürger-Preis wurde von 2016 an umbenannt in „Großer Preis der Deutschen Gesellschaft für Gerontologie und Geriatrie“. Er ist verbunden mit einem Preisgeld in Höhe von 10.000 Euro, das unter mehreren Bewerbern aufgeteilt werden kann.

## Geschichte
1938 gründete der Internist Max Bürger in Leipzig die „Deutsche Gesellschaft für Altersforschung“, die sich ein Jahr danach in „Deutsche Gesellschaft für Alternsforschung“ umbenannte. Im Nachkriegsdeutschland wurde die Gesellschaft bis 1964 in der DDR zunächst weitergeführt.
Der Verein wurde 1992 auf ihrem gemeinsamen 1. Kongress nach der deutschen Wiedervereinigung in Berlin als bundesweite Gesellschaft umgegründet. Sie fasste die seit 1966 in der Bundesrepublik bestehende Deutsche Gesellschaft für Gerontologie (DGG) mit der Deutschen Gesellschaft für Gerontologie und Geriatrie der DDR zusammen.

## Präsidenten
- 1966–1977	René Schubert
- 1977–1980	Hans Thomae
- 1980–1985	Erich Lang
- 1985–1987	Ingeborg Falck
- 1987–1991	Rudolf M. Schütz

bzw. in der DDR (Gesellschaft für Alternsforschung der DDR)
- 1966–1969	Werner Ries
- 1969–1973	H. Siggelkow
- 1973–1979	Friedrich-Horst Schulz
- 1979–1984	W. Rühland
- 1984–1991	J. Haase

nach 1991 (DGGG)
- 1991–1997	Rudolf-Maria Schütz
- 1997–1998	Ursula Lehr
- 1998–2002	Wolf Oswald
- 2002–2004	A.-K. Meyer
- 2004–2008	Thomas Klie
- 2008–2010 Clemens Tesch-Römer
- 2010–2012 Manfred Gogol
- 2012–2014 Andreas Simm
- 2014–2016 Astrid Hedtke-Becker